# Salle de rédaction

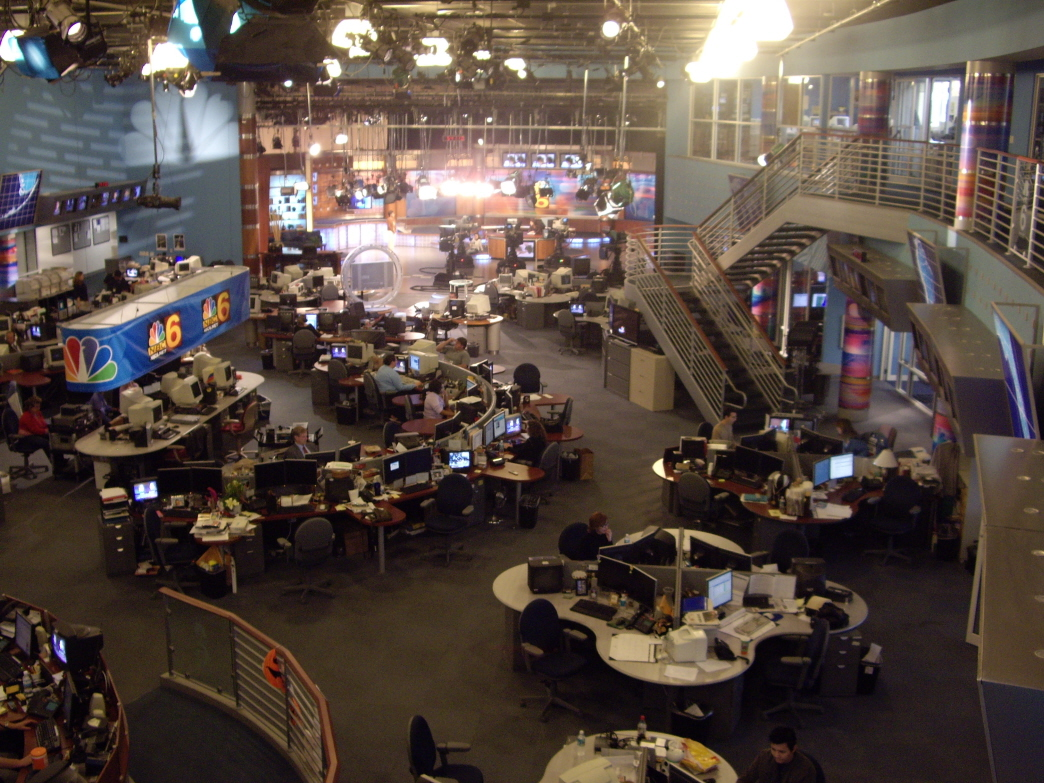
Salle de rédaction de la station de télévision WTVJ

La salle de rédaction ou, par métonymie, la rédaction (en France, Belgique, Suisse), la salle de nouvelles (au Québec), est l'endroit depuis lequel les journalistes — reporters, éditeurs, et producteurs, aux côtés des autres membres du personnel (documentalistes, recherchistes, etc.) — travaillent à rassembler et à rédiger les brèves, nouvelles, actualités amenées à être publiées dans la presse écrite ou les magazines, ou diffusées à la radio ou à la télévision.

## Les systèmes de salle de rédaction
Les salles de rédaction ont connu ces dernières années d'importantes transformations, influencées par la révolution numérique et les évolutions des préférences du public. Ces changements sont essentiels à la production moderne d'actualités et englobent les développements clés suivants : transition numérique, Intégration multimédia, approche axée sur l'audience, engagement sur les réseaux sociaux, reportages en direct, production à distance et journalisme axé sur les données.  
Les systèmes informatiques de salle de rédaction (Newsroom Computer Systems, NRCS) sont des solutions logicielles et matérielles sophistiquées utilisées dans les salles de rédaction de radiodiffusion pour rationaliser le processus de production de nouvelles. Ces systèmes remplissent plusieurs fonctions cruciales, notamment la gestion de contenu, la collaboration, la gestion de flux de travail, l'intégration, la planification, l'archivage et l'accessibilité.  
Les systèmes informatiques de salle de rédaction sont indispensables dans les salles de rédaction de radiodiffusion modernes, améliorant l'efficacité, la précision et la rapidité de la production d'actualités, en particulier à une époque caractérisée par une rapide transformation numérique et des attentes changeantes du public en matière de contenus d'actualités multimédias à la demande. Voici quelques-uns des systèmes NRCS de premier plan disponibles sur le marché: Octopus Newsroom, ENPS, Dalet, Burli Newsroom, NewsBoss.